# Guerra ruso-sueca (1495-1497)
La guerra ruso-sueca de 1495-1497, conocida en Suecia como la guerra rusa de los Stures (en sueco: Sturarnas ryska krig), fue una guerra fronteriza que tuvo lugar entre el Gran Ducado de Moscú y el Reino de Suecia. Aunque la guerra fue relativamente corta y no dio lugar a ningún cambio territorial, tuvo importancia por ser la primera guerra entre Suecia y Moscú. Suecia había librado guerras anteriores contra la República de Nóvgorod, antes de que Nóvgorod fuera anexionada formalmente a Moscú en 1478. (ver: guerras sueco-novgorodenses)

## Contexto

### La frontera con Österland

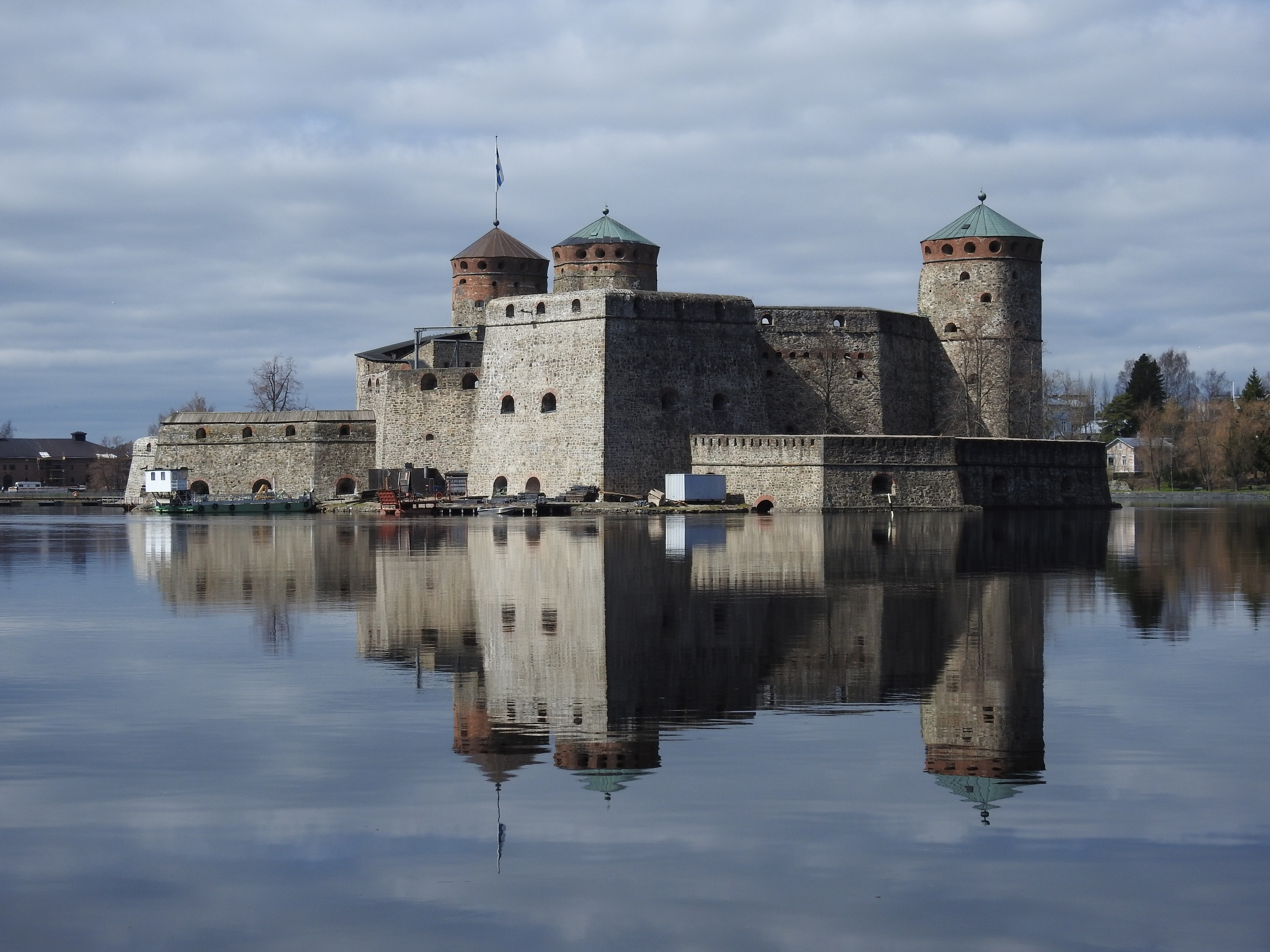
Castillo de Olavinlinna. u construcción en 1475 en Savonia oriental, en territorio asignado a Nóvgorod por el Tratado de Nöteborg, fue uno de los principales casus belli de la guerra..

Durante la Alta Edad Media, el reino de Suecia se había expandido a través de las zonas límitrofes del mar Báltico y había conquistado la totalidad de lo que hoy es Finlandia (a la que los suecos se referían como Österland), y de ese modo entró en contacto con la república de Nóvgorod. La frontera entre Suecia y la república de Nóvgorod había quedado fijada por el Tratado de Nöteborg de 1322, que la definía comenzando en el castillo de Víborg en el golfo de Finlandia y luego corriendo hacia el norte, por el medio del istmo de Carelia y atravesando Savonia para terminar en el golfo de Botnia, probablemente en el área del río Pyhäjoki, aunque el tratado es bastante vago con respecto al segmento norte de la frontera, presumiblemente porque ese territorio fue considerado inicialmente como un páramo inútil.
A pesar de la firma del Tratado, los conflictos entre Suecia y Nóvgorod se repitieron periódicamente durante los siglos XIV y XV. Los novgorodianos se sintieron agraviados por los asentamientos suecos en su lado de la frontera, en particular en el norte de Ostrobotnia y el este de Savonia; la construcción de un castillo sueco en Olavinlinna  (en sueco: Olofsborg) en 1475 fue especialmente provocativa.
Sin embargo, Novgorod no estaba en condiciones de buscar reparación por sus agravios, ya que la República estaba en ese momento en una fase de decadencia terminal. En 1472 fue derrotada por su vecino del sudeste, el Gran Ducado de Moscú, y obligada a aceptar el estatus de vasallo; en 1478,  el gran príncipe Iván III disolvió formalmente la República y anexionó Novgorod a Moscú.

### Suecia y la Unión de Kalmar
En 1397 Suecia había formado, junto con los reinos de Dinamarca y de Noruega, una unión tripartita conocida como la Unión de Kalmar. Sin embargo, a finales del siglo XV su posición en la Unión había sido puesta en tela de juicio. Desde 1471 había estado gobernada por un regente (en sueco: riksföreståndare), Sten Sture el Viejo y era independiente de facto, pero teóricamente seguía siendo parte de la Unión, una gran proporción de su clase política favorecía estrechos vínculos con Dinamarca-Noruega. Los sucesivos reyes daneses-noruegos alentaron este sentimiento unionista para tratar de obligar a Sten a reconocer la soberanía real y reintegrar a Suecia plenamente en la Unión.
En 1493, el rey Hans intentó ejercer más presión sobre Sten concluyendo una alianza con el gran príncipe Iván, prometiendo que si lograba tomar el control de Suecia restauraría la frontera ruso-sueca a la línea estipulada por el Tratado de Nöteborg. Sten se encontró así amenazado por potencias hostiles tanto en el este como en el oeste.
Por su parte, Iván no confiaba del todo en la promesa de concesiones territoriales de Hans. Calculando que los suecos estarían demasiado preocupados por la amenaza de una invasión danesa-noruega como para hacer frente a una incursión moscovita en Österland, decidió apoderarse de la vital fortaleza fronteriza sueca en Víborg y presentar así a los suecos y a los daneses un fait accompli. [hecho consumado].

## Guerra

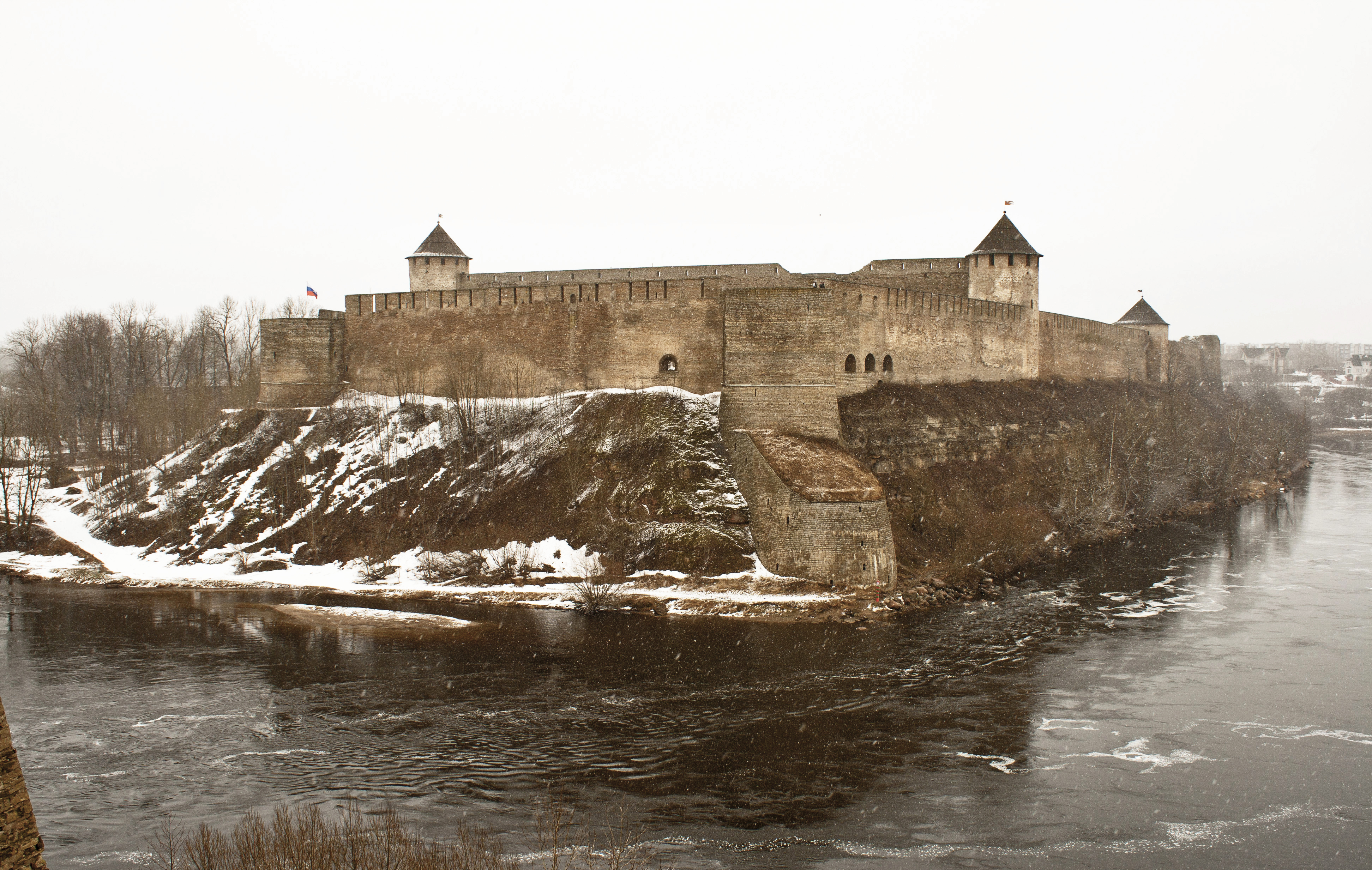
Fortaleza de Ivangorod tal como se ve hoy.

A finales de 1495, Iván envió a los príncipes Daniil Shchenya y Vasily Shuisky a sitiar el castillo sueco de Víborg, cuyo comandante Knut Jönsson Posse estaba casado con una prima de Sten Sture. Después de un asedio de tres meses, los moscovitas intentaron tomar por asalto el castillo a finales de noviembre, pero una explosión masiva mató a un gran número de atacantes y detuvo el asalto, y el asedio se levantó poco después. La explosión pasó a la historia en el folclore sueco y finlandés como «la explosión de Vyborg».
Los moscovitas cambiaron de táctica y, en lugar de intentar apoderarse de los castillos suecos, intentaron obligarlos a someterse devastando Österland. Durante el invierno de 1495-1496, las fuerzas moscovitas al mando de Vasily Kosoy y Andrey Chelyadnin devastaron el país alrededor de Tavastehus (en finés: Hämeenlinna), mientras que otras incursiones moscovitas lograron llegar hasta las puertas de Åbo (en finés: Turku), lo que supuso una gran humillación para Sten.
El regente sueco respondió declarando que el conflicto era una guerra santa, ya que los moscovitas, al ser cristianos ortodoxos, eran considerados herejes por los suecos católicos. En el verano de 1496 logró que el papa Alejandro VI emitiera una bula papal que reconocía oficialmente la guerra como una cruzada contra los herejes, lo que supuso un impulso propagandístico para Sten y le permitió imponer impuestos adicionales para financiar el esfuerzo bélico. Sin embargo, estos impuestos fueron muy impopulares en Suecia, especialmente para la Iglesia sueca, que ya sospechaba de Sten por sus esfuerzos por invadir sus libertades tradicionales. y lo culpaba del estallido de la guerra con Moscú.
En agosto, una fuerza sueca bajo el mando de Svante Nilsson navegó a través del golfo de Finlandia para atacar la fortaleza de Ivangorod, un castillo que Iván III había construido para proteger a Ingria contra la Orden de Livonia en lo que hoy es Estonia y Letonia. El castillo fue capturado y arrasado con éxito, tras lo cual Svante regresó a Åbo para esperar refuerzos de Suecia.
El propio Sten Sture llegó a Österland a principios del otoño de 1496 con un ejército nuevo, con la intención de pasar el invierno en Åbo y luego emprender una campaña en Ingria en 1497. Sin embargo, al llegar se peleó con Svante Nilsson, que rápidamente navegó hacia Suecia y se alineó con la oposición unionista contra Sten. Dado el estatus de Svante como el general que había capturado Ivangorod, esta deserción fue un duro golpe para Sten, y en noviembre se vio obligado a regresar a Suecia él mismo para abordar el creciente malestar en su contra. También ofreció hacer la paz con Moscú, y se acordó una tregua de seis años en marzo de 1497, poniendo fin a la guerra.